# Kyone
Kyone, Kyon o Kiong és un estat dels estats Shan, a la regió del Myelat, dins l'estat Shan de Myanmar. La capital i residència del Ngwegunhmu és Kyone (292 habitants el 1901) al sud-oest de Pwela i a l'oest de Taunggyi, al centre de l'estat. Només té una superfície de 21 km². Limita al nord amb Kyawkku i Poila, a l'est i oest amb Poila, i al sud amb Hsamonghkam. És un territori sec. La població el 1901 era de 2.340 persones en 20 pobles, principalment taungthus, taungyos danus i shans.
Era un principat independent tributari del rei de Birmània amb un cap que portava el títol de Ngwegunhmu. El 1886 el cap va prendre part en la confederació contra els britànics, però després de la victòria britànica va fer ràpida submissió i li fou reconeguda la possessió del territori. Els ingressos eren 250 lliures i el tribut als britànics de 135 lliures. El darrer senyor que va governar va abdicar el 1959 i després fou una de la Repúbliques de la unió d'Estats Shan que constituïren l'Estat Shan, amb vocació d'independència, però part de Myanmar.